# 端巴营墓群
端巴营墓群，位于中国青海省湟中县拦隆口乡端巴营村，为第一批青海省文物保护单位，公布日期为1956年8月3日，类型为古墓葬。
端巴营墓群的历史年代为汉。